# Ranchos Penitas West (Teksas)
Ranchos Penitas West je naseljeno mjesto za statističke potrebe u američkoj saveznoj državi Teksas. Prema popisu stanovništva iz 2010. u njemu je živjelo 573 stanovnika.